# Višegrad
Višegrad (serbio cirílico: Вишеград, denominada en español Visegrado o Vichegrado) es una ciudad y municipio de la entidad República Srpska, en la parte oriental de Bosnia y Herzegovina. Es atravesada por el río Drina y está ubicada en la carretera de Goražde hacia Užice. Administrativamente, pertenece a la Región de Foča.

## Geografía

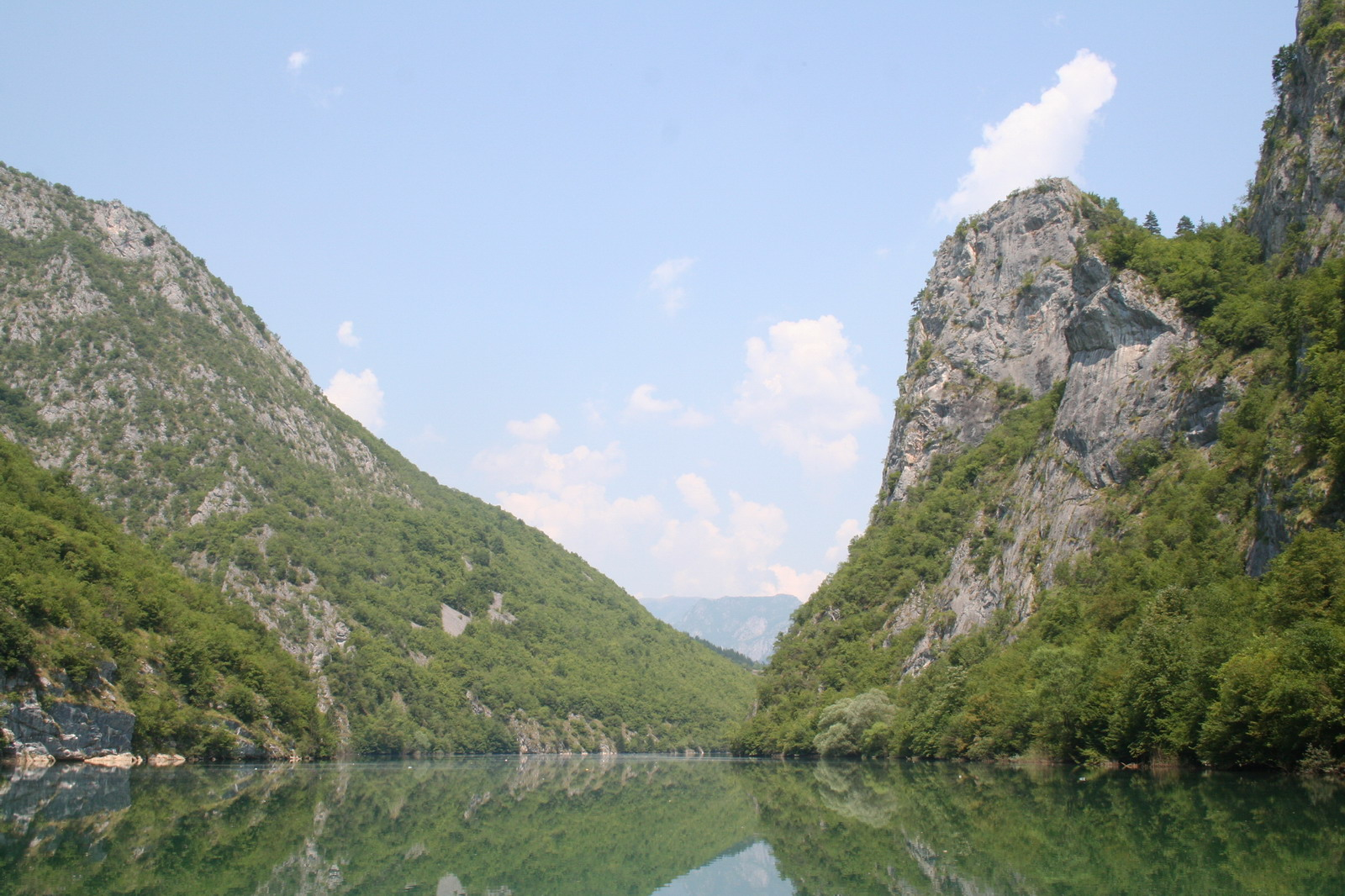
El cañón del Drina

Situada unos 20 km al oeste de la frontera con Serbia, Višegrad se encuentra en la orilla derecha del Drina, junto a la desembocadura del Rzav, y entre dos embalses. Las estrechas gargantas del valle del Drina en Višegrad se abren después a un amplio valle de suelos fértiles y rodeado de montañas. La ciudad adquirió gran importancia estratégica y económica tras la construcción del puente sobre el Drina (1571-78), ya que unía directamente la vía Estambul-Sarajevo.

## Historia
La ciudad es muy conocida debido al libro Un puente sobre el Drina, escrito por Ivo Andrić, que fue Premio Nobel de Literatura.
El famoso puente Mehmed Paša Sokolović que inspiró a Andrić, fue construido por el gran visir Mehmed Paša Sokolović en 1571. Esta construcción constituye la principal atracción turística de la ciudad, y fue designado Patrimonio de la Humanidad por la Unesco. Muchos visitantes llegan a Višegrad simplemente para visitar el famoso puente.
Guerra de Bosnia
Antes de la guerra de Bosnia (1992-1995) la ciudad tenía 21 199 habitantes, de los cuales aproximadamente dos tercios eran bosnios y un tercio serbios. La ciudad tuvo por varias razones gran importancia estratégica, sobre todo debido a su ubicación en la carretera de enlace de Belgrado a Sarajevo y la cercana planta hidroeléctrica. El 6 de abril de 1992 comenzó el bombardeo de la ciudad por unidades serbias. Un grupo armado de  bosnios ocupó la represa del Drina y amenazó con destruirla. El 12 de abril, unidades del Ejército Popular Yugoslavo (JNA) tomaron el control de la ciudad y la presa de Perucac. Cuando el JNA se retiró en mayo, las unidades serbias locales y el ejército serbobosnio volvieron a tomar el control de Višegrad y se inició la limpieza étnica y el desplazamiento masivo de los bosnios. Durante la misma, se han denunciado en la ciudad y sus alrededores los asesinatos de cientos de civiles, violaciones y la destrucción de  numerosas casas de los no serbios y de las dos mezquitas de la ciudad. Después de la guerra, fue construida una nueva mezquita.
En septiembre de 2010 fueron localizados en el embalse de Perucac los restos de 348 cadáveres pertenecientes a desaparecidos de la Guerra de Bosnia, aunque también había entre ellos soldados austrohúngaros muertos durante la Primera Guerra Mundial y alemanes de la Segunda Guerra Mundial.

## Población
De acuerdo con el censo de 1910, el 48.62 % de la población del municipio de Višegrad eran cristianos ortodoxos.
| Composición Étnica |         |        |         |        |         |       |            |       |       |       |        |  |  |
| Año                | Serbios | %      | Bosnios | %      | Croatas | %     | Yugoslavos | %     | Otros | %     | Total  |  |  |
| 1961               | 9,965   | 40.24% | 13,689  | 55.28% | 89      | 0.36% | 824        | 3.33% | 122   | 0.49% | 24,762 |  |  |
| 1971               | 9,225   | 36.33% | 15,752  | 62.04% | 68      | 0.26% | 141        | 0.55% | 203   | 0.82% | 26,738 |  |  |
| 1981               | 7,648   | 32.96% | 14,397  | 62.05% | 60      | 0.26% | 858        | 3.70% | 113   | 0.49% | 23,201 |  |  |
| 1991               | 6,743   | 31.80% | 13,471  | 63.54% | 32      | 0.15% | 319        | 1.50% | 634   | 2.99% | 21,199 |  |  |
|                    |         |        |         |        |         |       |            |       |       |       |        |  |  |

Debido a la ausencia de censo desde 1991, es imposible conocer con exactitud la composición, pero se puede asegurar que hoy en día la población de Višegrad es casi exclusivamente serbia.

## Comunicaciones

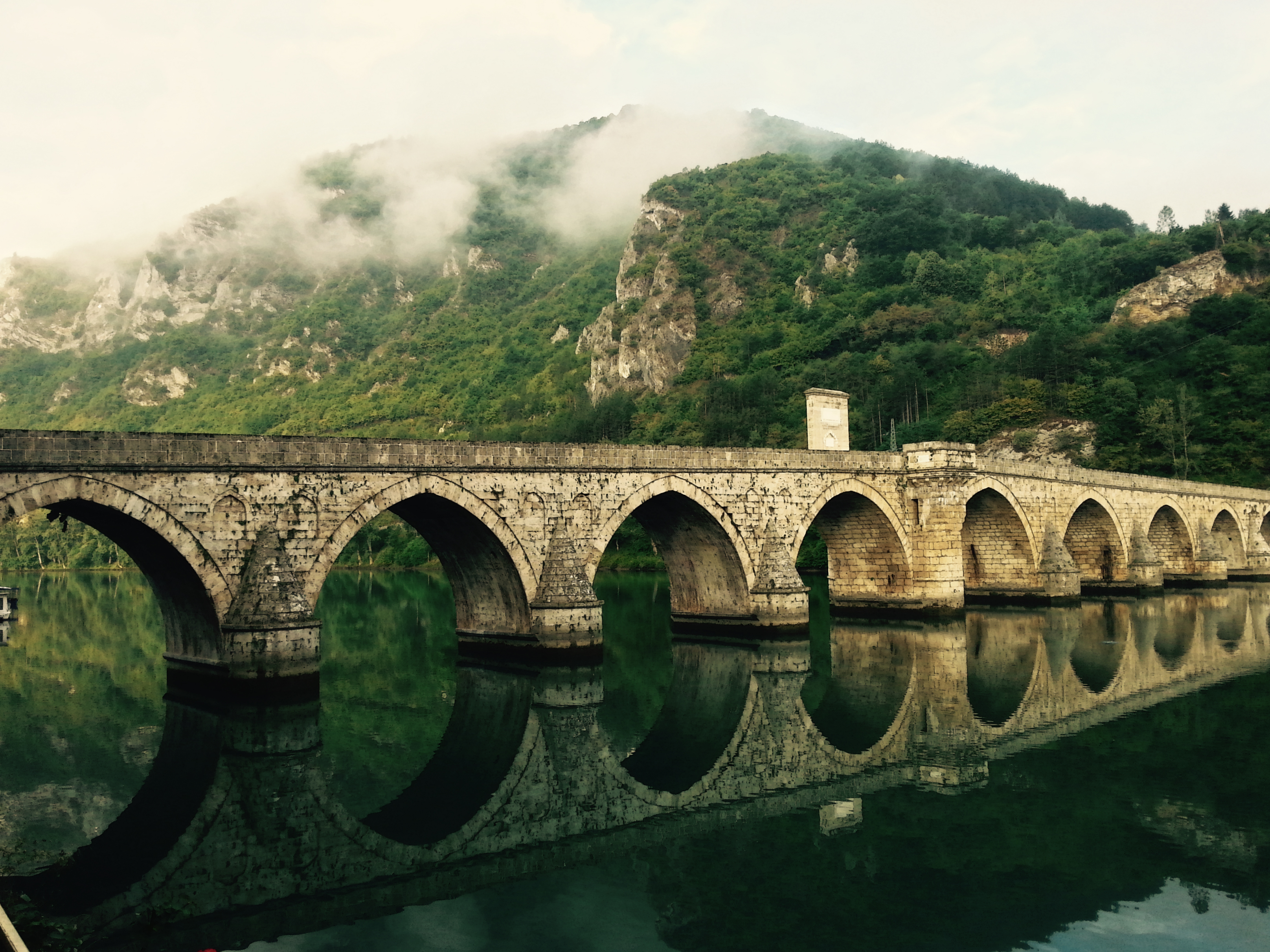
El famoso puente Mehmed Paša Sokolović sobre el Drina.

Višegrad se encuentra junto a la Magistralna cesta 5 (Ruta europea 761), la principal carretera que llega de Croacia, atravesando Bosnia y Herzegovina y entrando en Serbia. La ciudad tuvo una estación de tren después de la ocupación de Bosnia por el Imperio austrohúngaro, y la construcción de un ferrocarril de vía estrecha para la ruta Belgrado-Sarajevo, en desuso desde la década de 1970. Un tramo de este ferrocarril, desde Višegrad, ha sido puesto en marcha como tren turístico, proyecto que ha tenido que ser costeado con ayuda internacional.

## Cultura y deportes
Višegrad es llamada la "Ciudad de la Cultura", por sus proyecciones cinematográficas y abundantes actividades culturales, además de su riqueza folklórica. 
El equipo local de fútbol, el FK Drina HE Višegrad, juega en la Prva liga Republika Srpska, la segunda categoría del fútbol en Bosnia y Herzegovina.

## Galería fotográfica

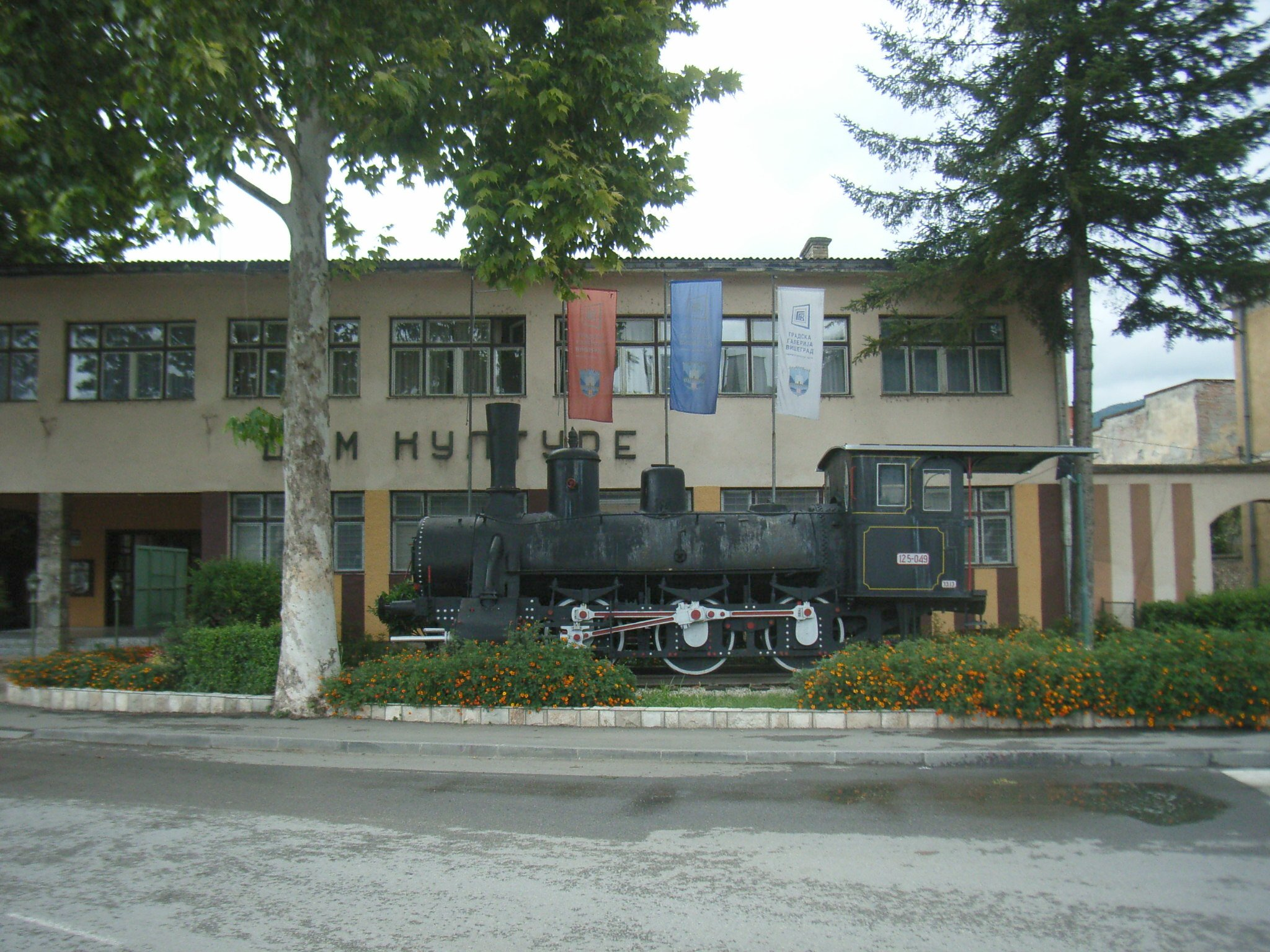
Casa de Cultura y vieja locomotora de vapor.
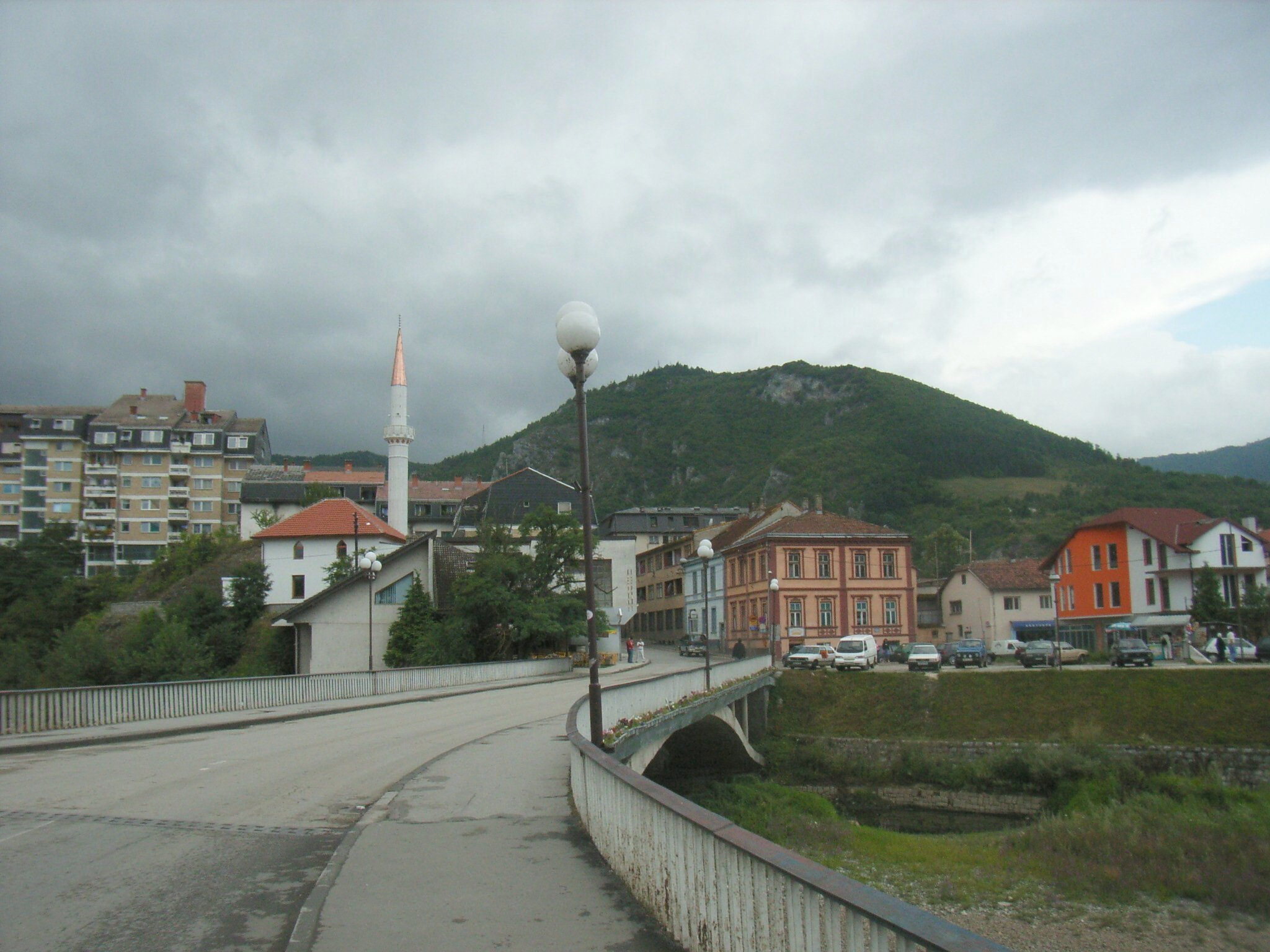
Vista de la ciudad y la nueva mezquita.
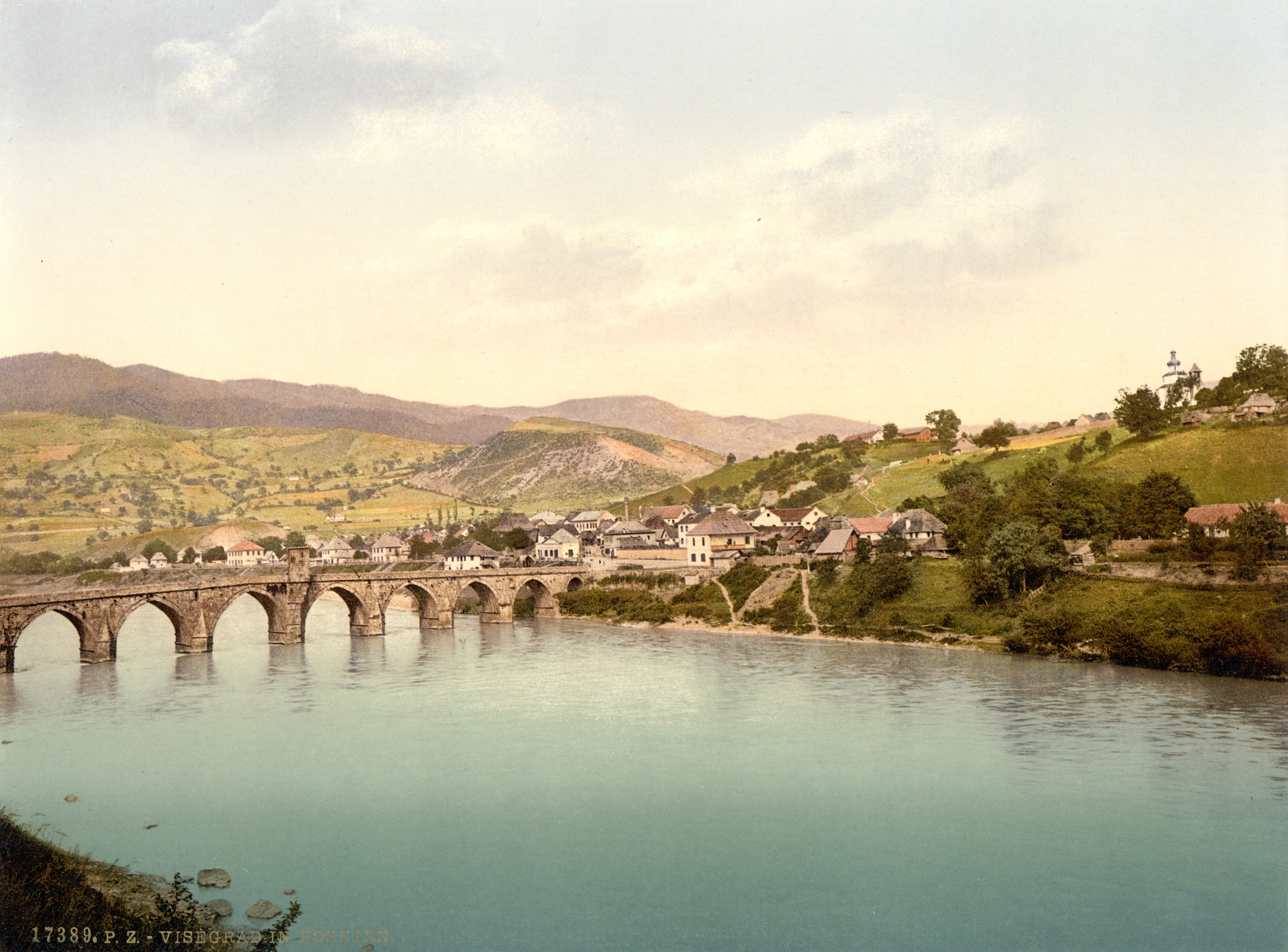
El puente Mehmed Paša Sokolović en 1900.
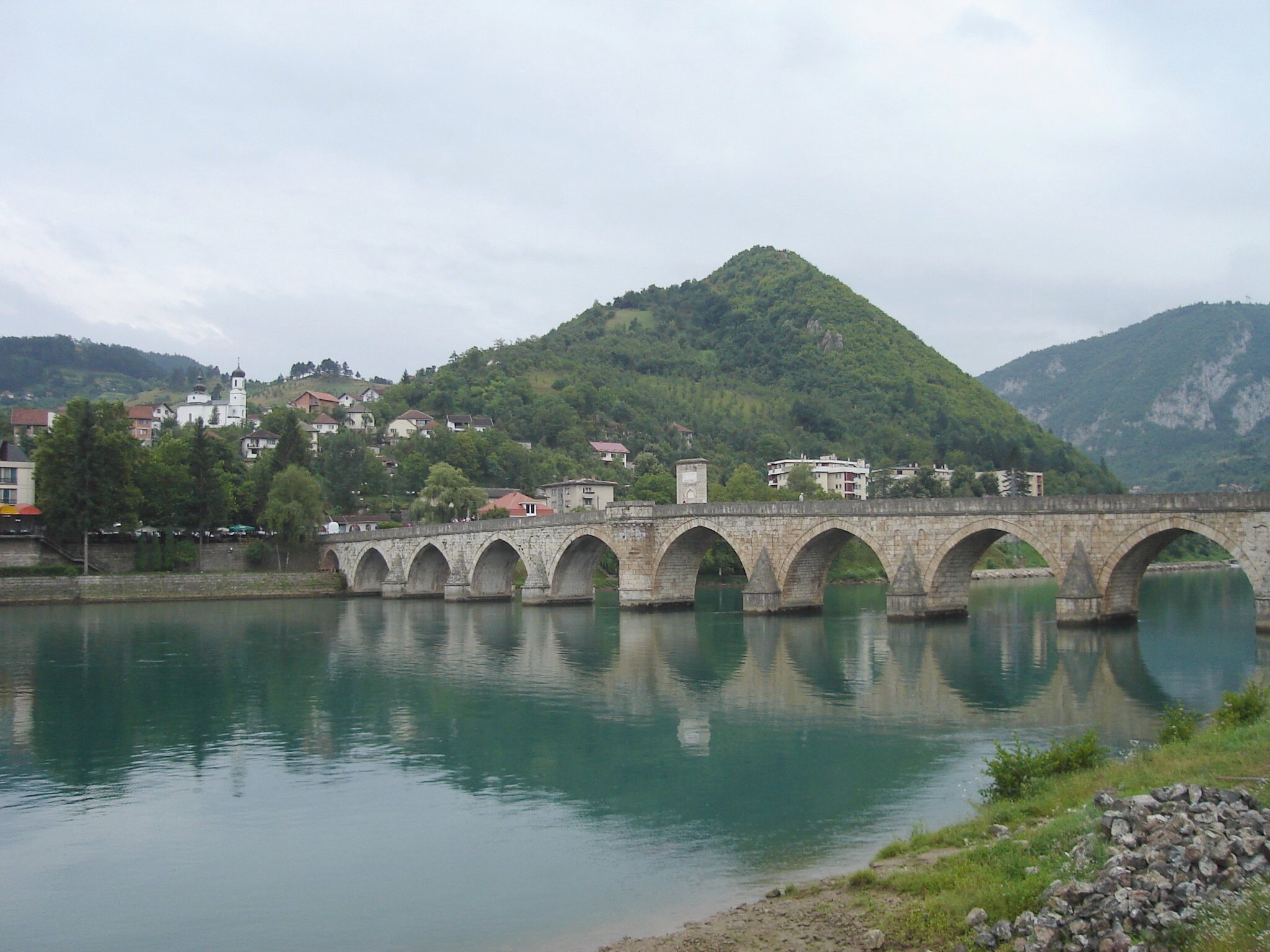
El puente en 2006.
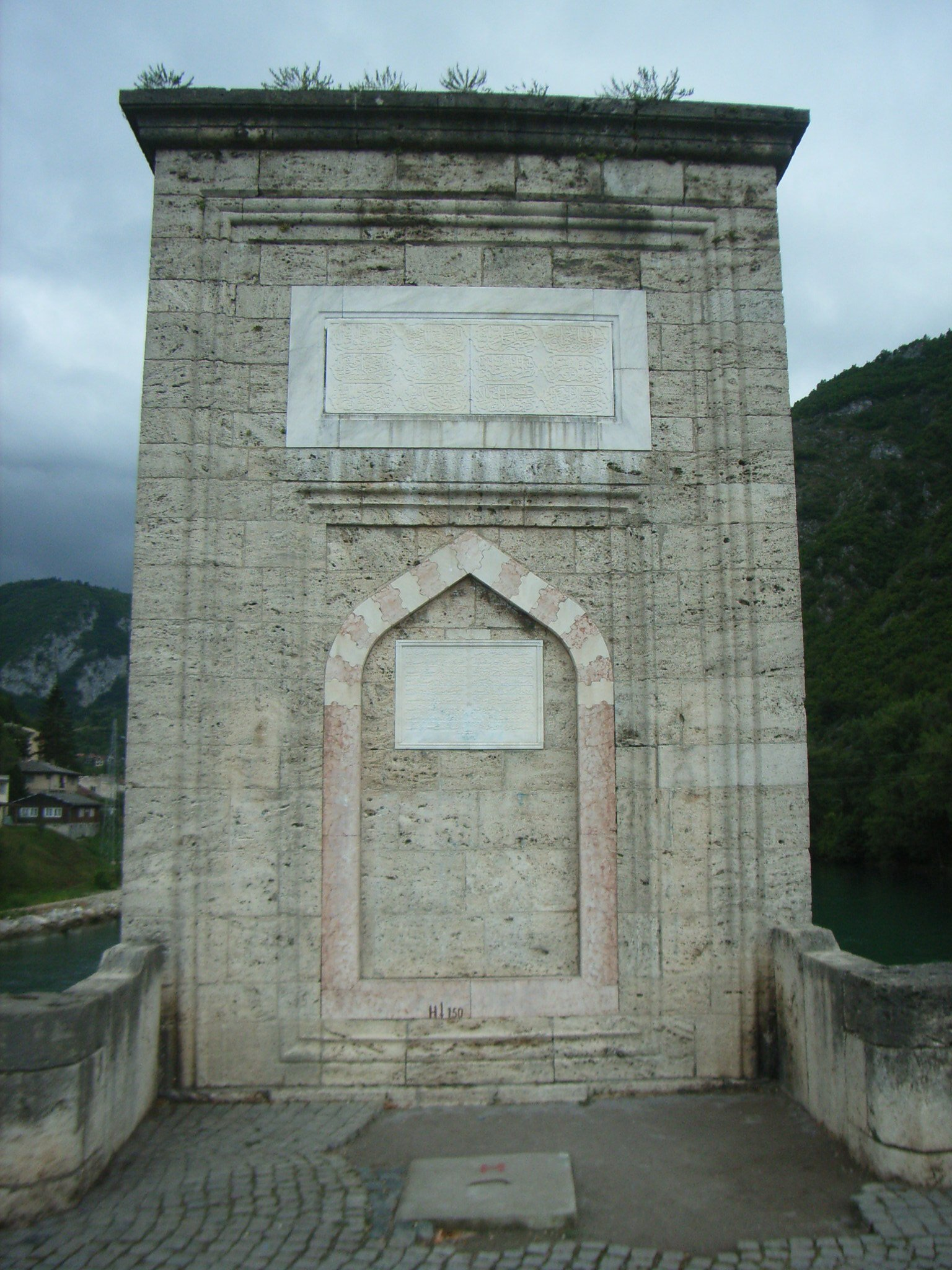
Detalle del pilar central del puente
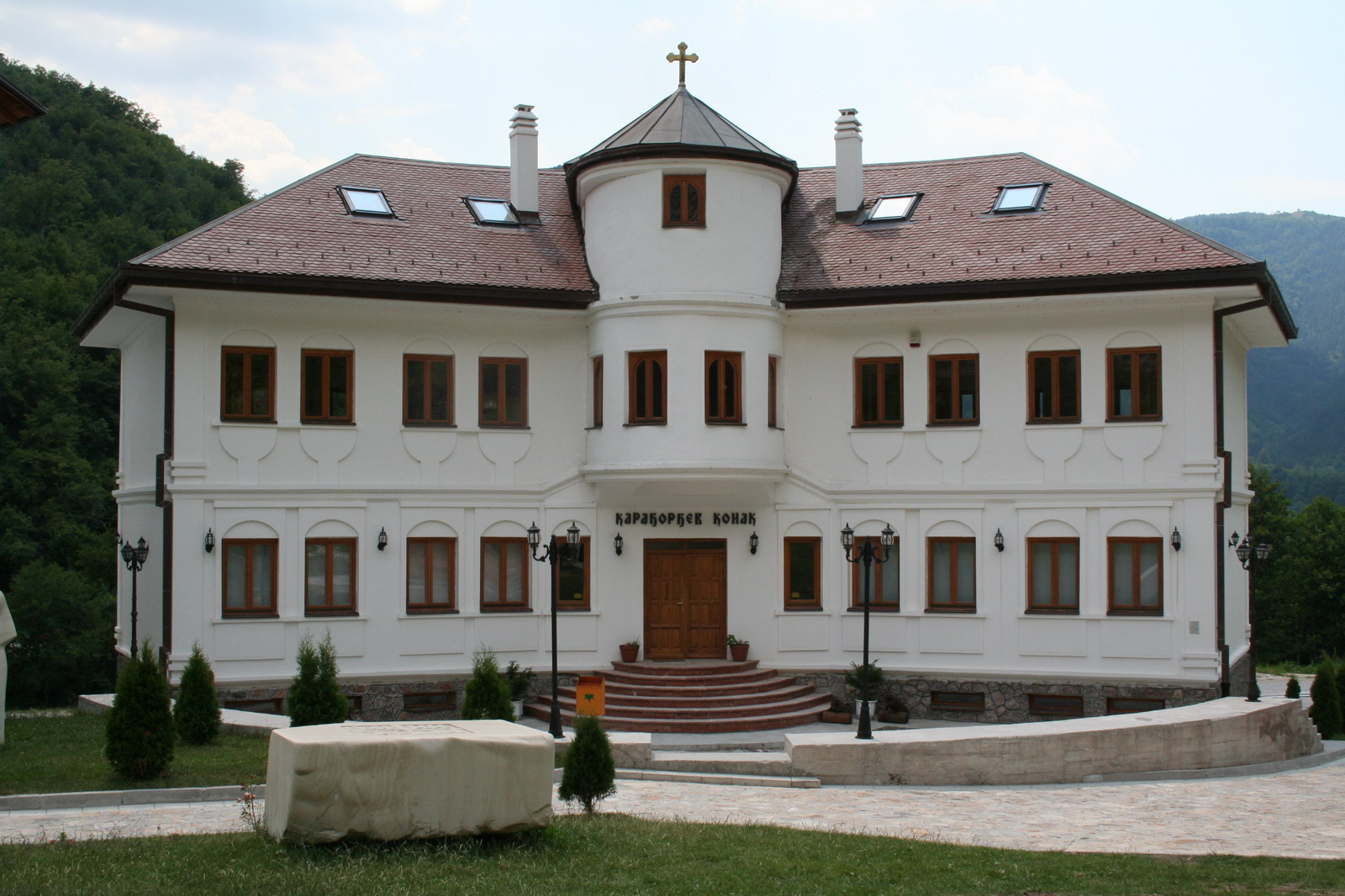
El monasterio Dobrun